# نهر ميكرو
نهر ميكرو هو نهر دولي يعبر بنين وبوركينا فاسو والنيجر يتدفق عبر منتزه دبليو الوطني .
هوأحد روافد نهر النيجر، ينبع في بنين شمال مدينة كواندي ويتدفق لمسافة 250 كيلومترًا. يشكل جزءًا من الحدود بين بنين وبوركينا فاسو وبين بنين والنيجر. أثار مقترح بناء لسد كهرباء ديونديونجا على النهر قلق دعاة حماية البيئة. 

## المصادر

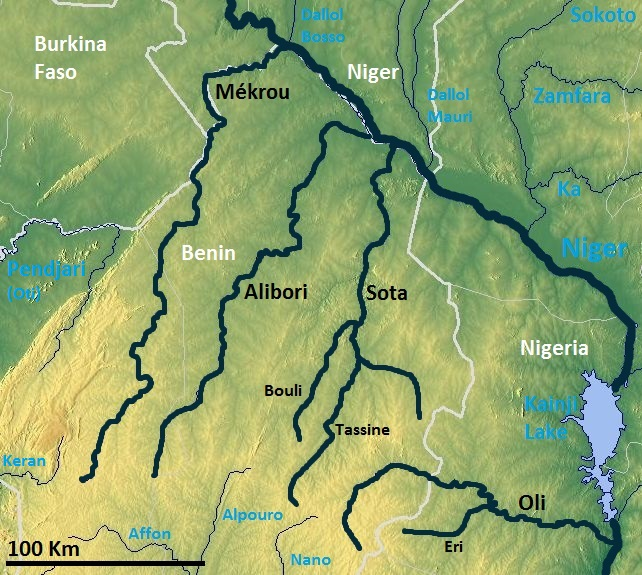
مجرى نهر ميكرو